# Lekkoatletyka na Letnich Igrzyskach Olimpijskich 1976 – bieg na 200 m mężczyzn
Bieg na 200 metrów mężczyzn podczas XXI Letnich Igrzysk Olimpijskich w Montrealu rozegrano 25 (eliminacje i ćwierćfinały) i 26 lipca 1976 (półfinały i finał) na Stadionie Olimpijskim w Montrealu. Zwycięzcą został reprezentant Jamajki Don Quarrie.

## Rekordy

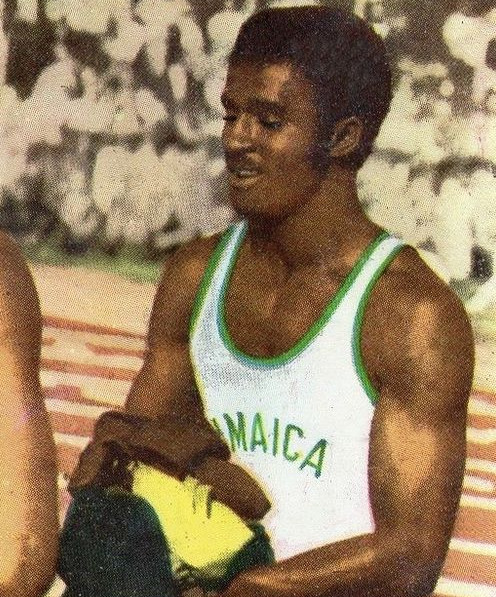
Don Quarrie

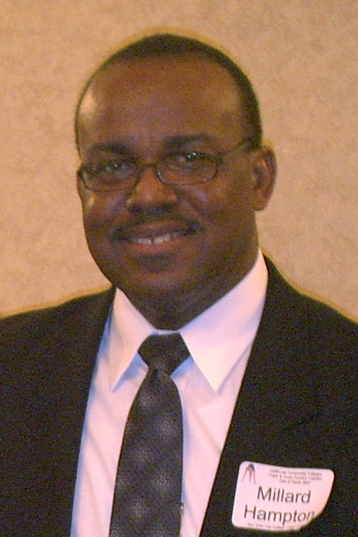
Millard Hampton

|                   | zawodnik     | narodowość        | czas  | data                      | miejsce |
| ----------------- | ------------ | ----------------- | ----- | ------------------------- | ------- |
| Rekord świata     | Tommie Smith | Stany Zjednoczone | 19,83 | 16 października 1968(dts) | Meksyk  |
| Rekord olimpijski | Tommie Smith | Stany Zjednoczone | 19,83 | 16 października 1968(dts) | Meksyk  |

## Wyniki
| Poz. - pozycja |
| – rekord świata \| – rekord krajowy \| – rekord życiowy \| = – wyrównany rekord życiowy \| · – najlepszy wynik w sezonie \| = – wyrównany najlepszy wynik w sezonie \| – rekord olimpijski |
| Fn – falstart \| DNF – nie ukończył \| DNS – nie wystartował \| DSQ – zdyskwalifikowany |

### Eliminacje
Rozegrano osiem biegów eliminacyjnych. Do ćwierćfinałów awansowało po czterech najlepszych zawodników z każdego biegu.

#### Bieg 1
| Poz. | Zawodnik          | Narodowość        | Rezultat | Uwagi |
| ---- | ----------------- | ----------------- | -------- | ----- |
| 1    | Millard Hampton   | Stany Zjednoczone | 21,11    | Q     |
| 2    | Cuthbert Jacobs   | Antigua i Barbuda | 21,50    | Q     |
| 3    | Colin Bradford    | Jamajka           | 21,57    | Q     |
| 4    | Armando Padilla   | Nikaragua         | 23,07    | Q     |
| 5    | Hamed Ali         | Arabia Saudyjska  | 23,37    |       |
| –    | Ainsley Armstrong | Trynidad i Tobago | DNF      |       |
| –    | Hannu Mäkelä      | Finlandia         | DNS      |       |

#### Bieg 2
| Poz. | Zawodnik          | Narodowość        | Rezultat | Uwagi |
| ---- | ----------------- | ----------------- | -------- | ----- |
| 1    | Rick Mitchell     | Australia         | 21,91    | Q     |
| 2    | Peter Muster      | Szwajcaria        | 22,33    | Q     |
| 3    | Hasely Crawford   | Trynidad i Tobago | 22,35    | Q     |
| 4    | Calvin Dill       | Bermudy           | 22,38    | Q     |
| –    | Félix López       | Dominikana        | DNS      |       |
| –    | Aleksandr Aksinin | ZSRR              | DNS      |       |

#### Bieg 3
| Poz. | Zawodnik                | Narodowość               | Rezultat | Uwagi |
| ---- | ----------------------- | ------------------------ | -------- | ----- |
| 1    | Dwayne Evans            | Stany Zjednoczone        | 20,96    | Q     |
| 2    | Peter Fitzgerald        | Australia                | 21,35    | Q     |
| 3    | Georges Kablan Degnan   | Wybrzeże Kości Słoniowej | 21,57    | Q     |
| 4    | Abdul Aziz Abdul Kareem | Kuwejt                   | 22,44    | Q     |
| 5    | Rawle Clarke            | Barbados                 | 22,75    |       |
| –    | Petyr Petrow            | Bułgaria                 | DNS      |       |
| –    | Colin Thurton           | Honduras Brytyjski       | DNS      |       |

#### Bieg 4
| Poz. | Zawodnik            | Narodowość        | Rezultat | Uwagi |
| ---- | ------------------- | ----------------- | -------- | ----- |
| 1    | Guy Abrahams        | Panama            | 20,95    | Q     |
| 2    | Thorsten Johansson  | Szwecja           | 21,05    | Q     |
| 3    | Pietro Farina       | Włochy            | 21,32    | Q     |
| 4    | Nikołaj Kolesnikow  | ZSRR              | 21,33    | Q     |
| 5    | Mark Lutz           | Stany Zjednoczone | 21,50    |       |
| 6    | Christian Dorosario | Senegal           | 21,96    |       |
| –    | Robert Martin       | Kanada            | DNS      |       |

#### Bieg 5
| Poz. | Zawodnik       | Narodowość | Rezultat | Uwagi |
| ---- | -------------- | ---------- | -------- | ----- |
| 1    | Pietro Mennea  | Włochy     | 20,93    | Q     |
| 2    | Zenon Nowosz   | Polska     | 21,29    | Q     |
| 3    | Joseph Arame   | Francja    | 21,34    | Q     |
| 4    | Sammy Monsels  | Surinam    | 21,60    | Q     |
| 5    | Ramli Ahmad    | Malezja    | 21,92    |       |
| –    | Clive Sands    | Bahamy     | DNF      |       |
| –    | Hermes Ramírez | Kuba       | DNS      |       |

#### Bieg 6
| Poz. | Zawodnik           | Narodowość      | Rezultat | Uwagi |
| ---- | ------------------ | --------------- | -------- | ----- |
| 1    | Ainsley Bennett    | Wielka Brytania | 21,26    | Q     |
| 2    | Bogdan Grzejszczak | Polska          | 21,35    | Q     |
| 3    | Pedro Ferrer       | Portoryko       | 21,60    | Q     |
| 4    | Tony Moore         | Fidżi           | 21,82    | Q     |
| 5    | Philippe Étienne   | Haiti           | 22,57    |       |
| –    | Wałerij Borzow     | ZSRR            | DNS      |       |
| –    | Francisco Gómez    | Kuba            | DNS      |       |

#### Bieg 7
| Poz. | Zawodnik         | Narodowość        | Rezultat | Uwagi |
| ---- | ---------------- | ----------------- | -------- | ----- |
| 1    | Don Quarrie      | Jamajka           | 20,85    | Q     |
| 2    | Rui da Silva     | Brazylia          | 20,99    | Q     |
| 3    | Endre Lépold     | Węgry             | 21,50    | Q     |
| 4    | Walter Callander | Bahamy            | 21,79    | Q     |
| 5    | Marian Woronin   | Polska            | 21,90    |       |
| 6    | Ayoub Bodaghi    | Iran              | 22,47    |       |
| 7    | Wavala Kali      | Papua-Nowa Gwinea | 22,64    |       |

#### Bieg 8
| Poz. | Zawodnik            | Narodowość | Rezultat | Uwagi |
| ---- | ------------------- | ---------- | -------- | ----- |
| 1    | Roland Bombardella  | Luksemburg | 21,18    | Q     |
| 2    | Lambert Micha       | Belgia     | 21,25    | Q     |
| 3    | Jean Mayer          | Francja    | 21,25    | Q     |
| 4    | Hugh Fraser         | Kanada     | 21,54    | Q     |
| 5    | Barka Sy            | Senegal    | 21,54    |       |
| 6    | Vittorino Milanesio | Włochy     | 21,94    |       |
| –    | Silvio Leonard      | Kuba       | DNS      |       |

### Ćwierćfinały
Rozegrano cztery biegi ćwierćfinałowe. Do półfinałów awansowało po czterech najlepszych zawodników z każdego biegu.

#### Bieg 1
| Poz. | Zawodnik       | Narodowość        | Rezultat | Uwagi |
| ---- | -------------- | ----------------- | -------- | ----- |
| 1    | Dwayne Evans   | Stany Zjednoczone | 20,56    | Q     |
| 2    | Guy Abrahams   | Panama            | 20,72    | Q     |
| 3    | Rui da Silva   | Brazylia          | 20,76    | Q     |
| 4    | Colin Bradford | Jamajka           | 21,03    | Q     |
| 5    | Peter Muster   | Szwajcaria        | 21,09    |       |
| 6    | Zenon Nowosz   | Polska            | 21,22    |       |
| 7    | Pietro Farina  | Włochy            | 21,31    |       |
| 8    | Hugh Fraser    | Kanada            | 21,57    |       |

#### Bieg 2
| Poz. | Zawodnik              | Narodowość               | Rezultat | Uwagi |
| ---- | --------------------- | ------------------------ | -------- | ----- |
| 1    | Pietro Mennea         | Włochy                   | 20,70    | Q     |
| 2    | Georges Kablan Degnan | Wybrzeże Kości Słoniowej | 20,91    | Q     |
| 3    | Ainsley Bennett       | Wielka Brytania          | 21,07    | Q     |
| 4    | Nikołaj Kolesnikow    | ZSRR                     | 21,08    | Q     |
| 5    | Thorsten Johansson    | Szwecja                  | 21,08    |       |
| 6    | Calvin Dill           | Bermudy                  | 21,40    |       |
| 7    | Endre Lépold          | Węgry                    | 21,68    |       |
| –    | Rick Mitchell         | Australia                | DNS      |       |

#### Bieg 3
| Poz. | Zawodnik                | Narodowość        | Rezultat | Uwagi |
| ---- | ----------------------- | ----------------- | -------- | ----- |
| 1    | Don Quarrie             | Jamajka           | 20,28    | Q     |
| 2    | Millard Hampton         | Stany Zjednoczone | 20,83    | Q     |
| 3    | Joseph Arame            | Francja           | 21,04    | Q     |
| 4    | Lambert Micha           | Belgia            | 21,09    | Q     |
| 5    | Sammy Monsels           | Surinam           | 21,29    |       |
| 6    | Cuthbert Jacobs         | Antigua i Barbuda | 21,33    |       |
| 7    | Tony Moore              | Fidżi             | 21,75    |       |
| 8    | Abdul Aziz Abdul Kareem | Kuwejt            | 22,34    |       |

#### Bieg 4
| Poz. | Zawodnik           | Narodowość        | Rezultat | Uwagi |
| ---- | ------------------ | ----------------- | -------- | ----- |
| 1    | Hasely Crawford    | Trynidad i Tobago | 20,95    | Q     |
| 2    | Bogdan Grzejszczak | Polska            | 21,02    | Q     |
| 3    | Roland Bombardella | Luksemburg        | 21,03    | Q     |
| 4    | Peter Fitzgerald   | Australia         | 21,07    | Q     |
| 5    | Pedro Ferrer       | Portoryko         | 21,33    |       |
| 6    | Walter Callander   | Bahamy            | 21,78    |       |
| 7    | Armando Padilla    | Nikaragua         | 22,74    |       |
| 8    | Jean Mayer         | Francja           | 24,27    |       |

### Półfinały
Rozegrano dwa biegi półfinałowe. Do finału awansowało po czterech najlepszych zawodników z każdego biegu.

#### Bieg 1
| Poz. | Zawodnik              | Narodowość               | Rezultat | Uwagi |
| ---- | --------------------- | ------------------------ | -------- | ----- |
| 1    | Pietro Mennea         | Włochy                   | 20,67    | Q     |
| 2    | Millard Hampton       | Stany Zjednoczone        | 20,69    | Q     |
| 3    | Hasely Crawford       | Trynidad i Tobago        | 20,99    | Q     |
| 4    | Colin Bradford        | Jamajka                  | 21,09    | Q     |
| 5    | Georges Kablan Degnan | Wybrzeże Kości Słoniowej | 21,14    |       |
| 6    | Roland Bombardella    | Luksemburg               | 21,16    |       |
| 7    | Nikołaj Kolesnikow    | ZSRR                     | 21,25    |       |
| 8    | Peter Fitzgerald      | Australia                | 21,29    |       |

#### Bieg 2
| Poz. | Zawodnik           | Narodowość        | Rezultat | Uwagi |
| ---- | ------------------ | ----------------- | -------- | ----- |
| 1    | Don Quarrie        | Jamajka           | 20,48    | Q     |
| 2    | Dwayne Evans       | Stany Zjednoczone | 20,83    | Q     |
| 3    | Rui da Silva       | Brazylia          | 21,01    | Q     |
| 4    | Bogdan Grzejszczak | Polska            | 21,14    | Q     |
| 5    | Guy Abrahams       | Panama            | 21,15    |       |
| 6    | Joseph Arame       | Francja           | 21,29    |       |
| 7    | Lambert Micha      | Belgia            | 21,46    |       |
| 8    | Ainsley Bennett    | Wielka Brytania   | 21,52    |       |

### Finał
| Poz. | Zawodnik           | Narodowość        | Rezultat |
| ---- | ------------------ | ----------------- | -------- |
| 1    | Don Quarrie        | Jamajka           | 20,23    |
| 2    | Millard Hampton    | Stany Zjednoczone | 20,29    |
| 3    | Dwayne Evans       | Stany Zjednoczone | 20,43    |
| 4    | Pietro Mennea      | Włochy            | 20,54    |
| 5    | Rui da Silva       | Brazylia          | 20,84    |
| 6    | Bogdan Grzejszczak | Polska            | 20,91    |
| 7    | Colin Bradford     | Jamajka           | 21,17    |
| 8    | Hasely Crawford    | Trynidad i Tobago | 1:19,60  |